# Élections sénatoriales de 2014 dans l'Aisne
Les élections sénatoriales de 2014 dans l'Aisne ont lieu le dimanche 28 septembre 2014. Elles ont pour but d'élire les trois sénateurs représentant le département au Sénat pour un mandat de six années.

## Contexte départemental
Lors des élections sénatoriales du 21 septembre 2008 dans l'Aisne, trois sénateurs ont été élus au scrutin majoritaire : deux UMP (Pierre André et Antoine Lefèvre) et un PS, Yves Daudigny. Pierre André ne se représente pas en 2014 tandis que les deux autres sénateurs devraient conduire les listes de leurs formations respectives. 
Depuis, le collège électoral, constitué des grands électeurs que sont les deux sénateurs sortants, les députés, les conseillers régionaux, les conseillers généraux et les délégués des conseils municipaux, a été renouvelé en quasi-totalité par les élections législatives de 2012 qui ont vu la gauche, qui détenait précédemment trois circonscriptions sur cinq en gagner une quatrième, les élections régionales de 2010 qui ont conservé à gauche la majorité du conseil régional de Picardie, les élections cantonales de 2011 qui ont laissé intacte la confortable majorité de gauche au conseil général, et surtout les élections municipales de 2014 qui ont été marquées par un net recul de la gauche qui voit Soissons et Gauchy basculer à droite et Villers-Cotterêts passer au FN qui, sans conquérir d'autres mairies a réussi à s'implanter dans plusieurs conseils municipaux du département. Enfin, il faut noter que plus de 60 % du collège électoral est issu de communes de moins de 1 500 habitants, communes dans lesquelles les élections municipales sont moins politisées que dans les grandes villes. 
Mais l'évolution la plus significative pour ce qui concerne l'Aisne tient au changement de mode de scrutin, les départements élisant trois sénateurs étant dorénavant concernés par le scrutin à la proportionnelle avec listes paritaires.

## Rappel des résultats de 2008
| Candidat et parti politique | Candidat et parti politique | Candidat et parti politique | Premier tour | Premier tour | Second tour | Second tour |
| Candidat et parti politique | Candidat et parti politique | Candidat et parti politique | Voix         | %            | Voix        | %           |
| --------------------------- | --------------------------- | --------------------------- | ------------ | ------------ | ----------- | ----------- |
|                             | Antoine Lefèvre             | UMP                         | 878          | 51,44        |             |             |
|                             | Pierre André                | UMP                         | 866          | 50,73        |             |             |
|                             | Annick Venet                | UMP                         | 844          | 49,44        | 811         | 47,79       |
|                             | Yves Daudigny               | PS                          | 833          | 48,80        | 856         | 50,44       |
|                             | Jacques Krabal              | PRG                         | 496          | 29,06        |             |             |
|                             | Jean-Luc Lanouilh           | PCF                         | 493          | 28,88        |             |             |
|                             | Michel Laviolette           | DVD                         | 86           | 5,04         |             |             |
|                             | Nora Ahmed-Ali              | Verts                       | 48           | 2,81         |             |             |
|                             | Nathalie Fauvergue          | FN                          | 43           | 2,52         | 30          | 1,77        |
|                             |                             |                             |              |              |             |             |
| Inscrits                    | Inscrits                    | Inscrits                    | 1 742        | 100,00       | 1 742       | 100,00      |
| Abstentions                 | Abstentions                 | Abstentions                 | 20           | 1,15         | 21          | 1,21        |
| Votants                     | Votants                     | Votants                     | 1 722        | 98,85        | 1 721       | 98,79       |
| Blancs et nuls              | Blancs et nuls              | Blancs et nuls              | 15           | 0,87         | 24          | 1,39        |
| Exprimés                    | Exprimés                    | Exprimés                    | 1 707        | 99,13        | 1 697       | 98,61       |

## Sénateurs sortants
| Sénateur | Sénateur        | Parti | Autre fonction               |
| -------- | --------------- | ----- | ---------------------------- |
|          | Yves Daudigny   | PS    | Président du conseil général |
|          | Pierre André    | UMP   |                              |
|          | Antoine Lefèvre | UMP   | Maire de Laon                |

## Collège électoral
En application des règles applicables pour les élections sénatoriales françaises, le collège électoral appelé à élire les sénateurs de l'Aisne en 2014 se compose de la manière suivante :
| Délégués des communes                                                                         |                        |                       |                       |          |                     |
|                                                                                               | Conseillers municipaux | Délégués / commune    | Communes concernées   | Délégués | % collège électoral |
| Délégués des communes de moins de 9 000 habitants                                             |                        |                       |                       |          |                     |
| - communes de < 100 habitants                                                                 | 7                      | 1                     | 113                   | 113      | 6,45 %              |
| - communes de < 500 habitants                                                                 | 11                     | 1                     | 490                   | 490      | 27,97 %             |
| - communes de < 1500 habitants                                                                | 15                     | 3                     | 160                   | 480      | 27,38 %             |
| - communes de < 2 500 habitants                                                               | 19                     | 5                     | 30                    | 150      | 8,56 %              |
| - communes de < 3 500 habitants                                                               | 23                     | 7                     | 10                    | 70       | 3,99 %              |
| - communes de < 5 000 habitants                                                               | 27                     | 15                    | 2                     | 30       | 1,71 %              |
| - communes de < 9 000 habitants                                                               | 29                     | 15                    | 3                     | 45       | 2,57 %              |
| Délégués des communes de 9 000 à 29 999 habitants                                             |                        |                       |                       |          |                     |
| - communes de < 10 000 habitants                                                              | 29                     | 29                    | 1                     | 29       | 1,65 %              |
| - communes de < 20 000 habitants                                                              | 33                     | 33                    | 3                     | 99       | 5,65 %              |
| - communes de < 30 000 habitants                                                              | 35                     | 35                    | 2                     | 70       | 3,99 %              |
| Délégués des communes de 30 000 habitants et plus                                             |                        |                       |                       |          |                     |
| - Saint-Quentin (56 278 hab.)                                                                 | 45                     | 77                    | 1                     | 77       | 4,39 %              |
| Délégués des communes bénéficiant des dispositions particulières pour les communes fusionnées |                        |                       |                       |          |                     |
| Tergnier                                                                                      | 33                     | 34                    | 1                     | 34       | 1,94 %              |
| Délégués des communes                                                                         | Délégués des communes  | Délégués des communes | Délégués des communes | 1 687    | 96,24 %             |
| Conseillers généraux                                                                          | Conseillers généraux   | Conseillers généraux  | Conseillers généraux  | 42       | 2,404 %             |
| Conseillers régionaux                                                                         | Conseillers régionaux  | Conseillers régionaux | Conseillers régionaux | 16       | 0,91 %              |
| Députés                                                                                       | Députés                | Députés               | Députés               | 5        | 0,29 %              |
| Sénateurs                                                                                     | Sénateurs              | Sénateurs             | Sénateurs             | 3        | 0,17 %              |
| Total                                                                                         | Total                  | Total                 | Total                 | 1753     | 100,00 %            |

1. ↑  Dans les communes de moins de 9 000 le conseil municipal élit en son sein des délégués dont le nombre dépend de la taille de la commune.
2. ↑  Dans les communes de 9 000 à 29 999 habitants, tous les conseillers municipaux sont délégués. Il n'y a pas de délégués supplémentaires
3. ↑  Dans les communes de plus de 30 000 habitants, tous les conseillers municipaux sont délégués et, en complément, le conseil municipal désigne des délégués supplémentaires à raison d'un par tranche de 800 habitants au-delà de 30 000 habitants
4. ↑  « Dans le cas où le conseil municipal est constitué par application des articles L. 2113-6 et L. 2113-7 du code général des collectivités territoriales relatif aux fusions de communes dans leur rédaction antérieure à la loi n° 2010-1563 du 16 décembre 2010 de réforme des collectivités territoriales, le nombre de délégués est égal à celui auquel les anciennes communes auraient eu droit avant la fusion. » (Code électoral, article L284)

## Présentation des candidats
Les nouveaux représentants sont élus pour une législature de 6 ans au suffrage universel indirect par les grands électeurs du département. Dans l'Aisne, les trois sénateurs sont élus au scrutin proportionnel plurinominal. Chaque liste de candidats est obligatoirement paritaire et alterne entre les hommes et les femmes. 8 listes ont été déposées dans le département, comportant chacune 5 noms. Elles sont présentées ici dans l'ordre de leur dépôt à la préfecture et comportent l'intitulé figurant aux dossiers de candidature.

### Front national
| N° | Candidats | Candidats        | Parti | Principales fonctions                           |
| -- | --------- | ---------------- | ----- | ----------------------------------------------- |
| 01 |           | Franck Briffaut  | FN    | Conseiller régional, maire de Villers-Cotterêts |
| 02 |           | Sylvie Saillard  | FN    | Conseillère municipale de Saint-Quentin         |
| 03 |           | Anthony Gomes    | FN    |                                                 |
| 04 |           | Carole Manable   | FN    |                                                 |
| 05 |           | Dominique Padieu | FN    |                                                 |

### Parti socialiste
| N° | Candidats | Candidats        | Parti | Principales fonctions                          |
| -- | --------- | ---------------- | ----- | ---------------------------------------------- |
| 01 |           | Yves Daudigny    | PS    | Sénateur sortant, président du conseil général |
| 02 |           | Michèle Fuselier | PS    | Conseillère générale, maire de Brasles         |
| 03 |           | Roland Renard    | IDG   | Maire de Montescourt-Lizerolles                |
| 04 |           | Hélène Luisin    | PS    | Conseillère municipale de Tergnier             |
| 05 |           | Daniel Moitié    | PS    | Maire de Crouy                                 |

### Sans étiquette
| N° | Candidats | Candidats         | Parti | Principales fonctions |
| -- | --------- | ----------------- | ----- | --------------------- |
| 01 |           | Maxime Goubet     | DIV   |                       |
| 02 |           | Sandy Pepin       | DIV   |                       |
| 03 |           | Hubert Goubet     | DIV   |                       |
| 04 |           | Catherine Mahé    | DIV   |                       |
| 05 |           | François Chapelet | DIV   |                       |

### Europe Écologie Les Verts
| N° | Candidats | Candidats                | Parti | Principales fonctions |
| -- | --------- | ------------------------ | ----- | --------------------- |
| 01 |           | Dominique Jourdain       | EELV  |                       |
| 02 |           | Brigitte Fournié Turquin | EELV  |                       |
| 03 |           | Gérald Housseaux         | EELV  |                       |
| 04 |           | Valérie Dervin           | EELV  |                       |
| 05 |           | François Braillon        | EELV  |                       |

### Union pour un mouvement populaire - Union des démocrates et indépendants
| N° | Candidats | Candidats              | Parti | Principales fonctions                        |
| -- | --------- | ---------------------- | ----- | -------------------------------------------- |
| 01 |           | Antoine Lefèvre        | UMP   | Sénateur sortant, maire de Laon              |
| 02 |           | Pascale Gruny          | UMP   | Conseillère municipale de Saint-Quentin      |
| 03 |           | Nicolas Fricoteaux     | UDI   | Conseiller général, maire de Rozoy-sur-Serre |
| 04 |           | Danièle Servas Leneveu | DVD   | Maire de Coulonges-Cohan                     |
| 05 |           | Jean-Pascal Berson     | DVD   | Maire de Dommiers                            |

### Front de gauche
| N° | Candidats | Candidats              | Parti | Principales fonctions |
| -- | --------- | ---------------------- | ----- | --------------------- |
| 01 |           | Yan Ruder              | PCF   |                       |
| 02 |           | Violette Legrand       | PCF   |                       |
| 03 |           | Laurent Hernoux        | PCF   |                       |
| 04 |           | Sylvia Agati Ragazzini | PCF   |                       |
| 05 |           | Christian Copin        | PCF   |                       |

### Parti fédéraliste européen
| N° | Candidats | Candidats       | Parti | Principales fonctions |
| -- | --------- | --------------- | ----- | --------------------- |
| 01 |           | Yves Gernigon   | PFE   |                       |
| 02 |           | Corinne Detres  | PFE   |                       |
| 03 |           | Gilles Roquette | PFE   |                       |
| 04 |           | Sophie Lecoyer  | PFE   |                       |
| 05 |           | Michel Firmin   | PFE   |                       |

### MoDem
| N° | Candidats | Candidats                            | Parti | Principales fonctions |
| -- | --------- | ------------------------------------ | ----- | --------------------- |
| 01 |           | Paul Gironde                         | MoDem |                       |
| 02 |           | Françoise Iwanowski Michau           | MoDem |                       |
| 03 |           | Philippe Wautier                     | MoDem |                       |
| 04 |           | Marie-Françoise Weymeersch Dinichert | MoDem |                       |
| 05 |           | Jean-Paul Chapelet                   | MoDem |                       |

## Résultats
| Tête de liste                                     | Tête de liste            | Liste                                   | Voix  | %     | Élus |  |
| ------------------------------------------------- | ------------------------ | --------------------------------------- | ----- | ----- | ---- |  |
|                                                   | Antoine Lefèvre          | Union pour un mouvement populaire (UDI) | 845   | 49,82 | 2    |  |
| L'Aisne au Sénat                                  |                          |                                         | 845   | 49,82 | 2    |  |
|                                                   | Yves Daudigny            | Parti socialiste (IDG)                  | 546   | 32,19 | 1    |  |
| Un engagement pour l'Aisne                        |                          |                                         | 546   | 32,19 | 1    |  |
|                                                   | Franck Briffaut          | Front national                          | 167   | 9,85  | 0    |  |
| Liste bleu marine pour nos villes et nos villages |                          |                                         | 167   | 9,85  | 0    |  |
|                                                   | Yan Ruder                | Front de gauche (PCF)                   | 52    | 3,07  | 0    |  |
| Pour l'avenir de nos territoires                  |                          |                                         | 52    | 3,07  | 0    |  |
|                                                   | Paul Gironde             | Mouvement démocrate                     | 41    | 2,42  | 0    |  |
| Si vous faisiez confiance aux entrepreneurs       |                          |                                         | 41    | 2,42  | 0    |  |
|                                                   | Dominique Jourdain       | Europe Écologie Les Verts               | 24    | 1,42  | 0    |  |
| Aisne écologiste et citoyenne                     |                          |                                         | 24    | 1,42  | 0    |  |
|                                                   | Maxime Goubet            | Divers                                  | 19    | 1,12  | 0    |  |
| Pour un Sénat jeune et dynamique                  |                          |                                         | 19    | 1,12  | 0    |  |
|                                                   | Yves Gernigon            | Divers (PFE)                            | 2     | 0,12  | 0    |  |
| Parti fédéraliste européen                        |                          |                                         | 2     | 0,12  | 0    |  |
|                                                   |                          |                                         |       |       |      |  |
| Exprimés                                          | Exprimés                 | Exprimés                                | 1 696 | 98,03 |      |  |
| Blancs                                            | Blancs                   | Blancs                                  | 16    | 0,92  |      |  |
| Nuls                                              | Nuls                     | Nuls                                    | 18    | 1,04  |      |  |
| Total                                             | Total                    | Total                                   | 1 730 | 100   | 3    |  |
| Abstention                                        | Abstention               | Abstention                              | 23    | 1,31  |      |  |
| Inscrits / participation                          | Inscrits / participation | Inscrits / participation                | 1 753 | 98,69 |      |  |